# E2F
Les E2F constituent une famille de protéines jouant un rôle de facteur de transcription. E2F active l'expression de gènes pour permettre à la cellule d'entrer en phase S lorsqu'il est actif.
Son action est inhibée par Rb (la protéine du rétinoblastome) qui empêche l'entrée en phase S en s'associant à E2F.

## Membres
- E2F1
- E2F2
- E2F3
- E2F4
- E2F5
- E2F6
- E2F7
- E2F8

Schéma des séquences en acides aminés des différentes E2F (l'extrémité Nter est à gauche et la Cter à droite) mettant en évidence les domaines de liaison aux protéines et à l'ADN :
| Les différents E2F | Légende |
| ------------------ | --- |
|                    | - cyc A - domaine de liaison à la Cycline A - DNA - domaine de liaison à l'ADN - DP1,2 - domaine de dimérisation avec DP1, 2 - TA - domaine d'activation de la transcription - PB - domaine liaison à la protéine du rétinoblastome (pRB) |